# Gornji Suhor pri Vinici
Gornji Suhor pri Vinici – wieś w Słowenii, w gminie Črnomelj. W 2018 roku liczyła 41 mieszkańców.